# Peter Peter (album)
Albums de Peter Peter
Une version améliorée de la tristesse
(2012)
Peter Peter est le premier album de Peter Peter, publié le 8 mars 2011.

## Liste des titres
| No  | Titre                  | Durée |
| --- | ---------------------- | ----- |
| 1.  | Homa                   | 2:21  |
| 2.  | Réfractaire            | 3:09  |
| 3.  | Tergiverse             | 4:21  |
| 4.  | Montréal neige sale    | 3:42  |
| 5.  | Rien ne nous rassemble | 3:28  |
| 6.  | Dring dring pow pow    | 3:53  |
| 7.  | Laurie                 | 2:55  |
| 8.  | Porte-bonheur          | 2:55  |
| 9.  | Demain, c'est l'heure  | 2:56  |
| 10. | 97                     | 3:41  |
| 11. | Cesse de pleuvoir      | 3:28  |
| 12. | UHF                    | 6:15  |